# Daniel McConnell
Daniel McConnell (Bruthen, Australia, 9 de agosto de 1985) es un ciclista australiano.
Ha corrido durante su carrera deportiva en Cross country ganando varios campeonatos nacionales y compitiendo incluso en los Juegos Olímpicos de Pekín 2008 y en los Juegos Olímpicos de Londres 2012

## Palmarés
No ha conseguido victorias como profesional.